# 35 Hudson Yards
35 Hudson Yards (także Tower E) – wielofunkcyjny wieżowiec położony w zachodniej części Manhattanu w Nowym Jorku. Składa się z apartamentów i hotelu. Budynek położony jest w pobliżu dzielnic Hell's Kitchen i Chelsea oraz stacji kolejowej New York Pennsylvania Station. Jest częścią inwestycji Hudson Yards, wiążącej się z przebudową West Side Yards Metropolitan Transportation Authority. W listopadzie 2022 roku budynek 35 Hudson Yards stał się 28. najwyższym budynkiem w Stanach Zjednoczonych oraz 16. najwyższym budynkiem w Nowym Jorku.

## Historia
Projekt budynku został po raz pierwszy zaprezentowany latem 2011 roku. Wieżowiec jest elementem przebudowy Hudson Yards. Zlokalizowany jest pod adresem 11th Avenue i West 33rd Street. W grudniu 2013 roku zmieniono projektowany przekrój budynku z kolistego na prostokątny.
Budowa 35 Hudson Yards rozpoczęła się w 2015 roku i została zakończona w 2019 roku. Wniosek o pozwolenie na budowę złożono w styczniu 2015 roku. W lipcu 2016 roku projekt otrzymał dofinansowanie budowy o wartości 1,2 miliarda dolarów od UK hedge i The Children’s Investment Fund Management.  W czerwcu 2018 roku na wieżowcu 35 Hudson Yards zawieszono wiechę.
Budynek został otwarty i oddany do użytku 15 marca 2019 roku. Hotel znajdujący się w budynku został otwarty w czerwcu tegoż roku. W sierpniu 2022 roku agencja prasowa Bloomberg informowała, że firma Associated rozważa sprzedaż hotelu znajdującego się w wieżowcu.
W lipcu 2023 roku serwis The Wall Street Journal podał, że 50% mieszkań w budynku 35 Hudson Yards pozostało nadal niesprzedanych.

## Architektura

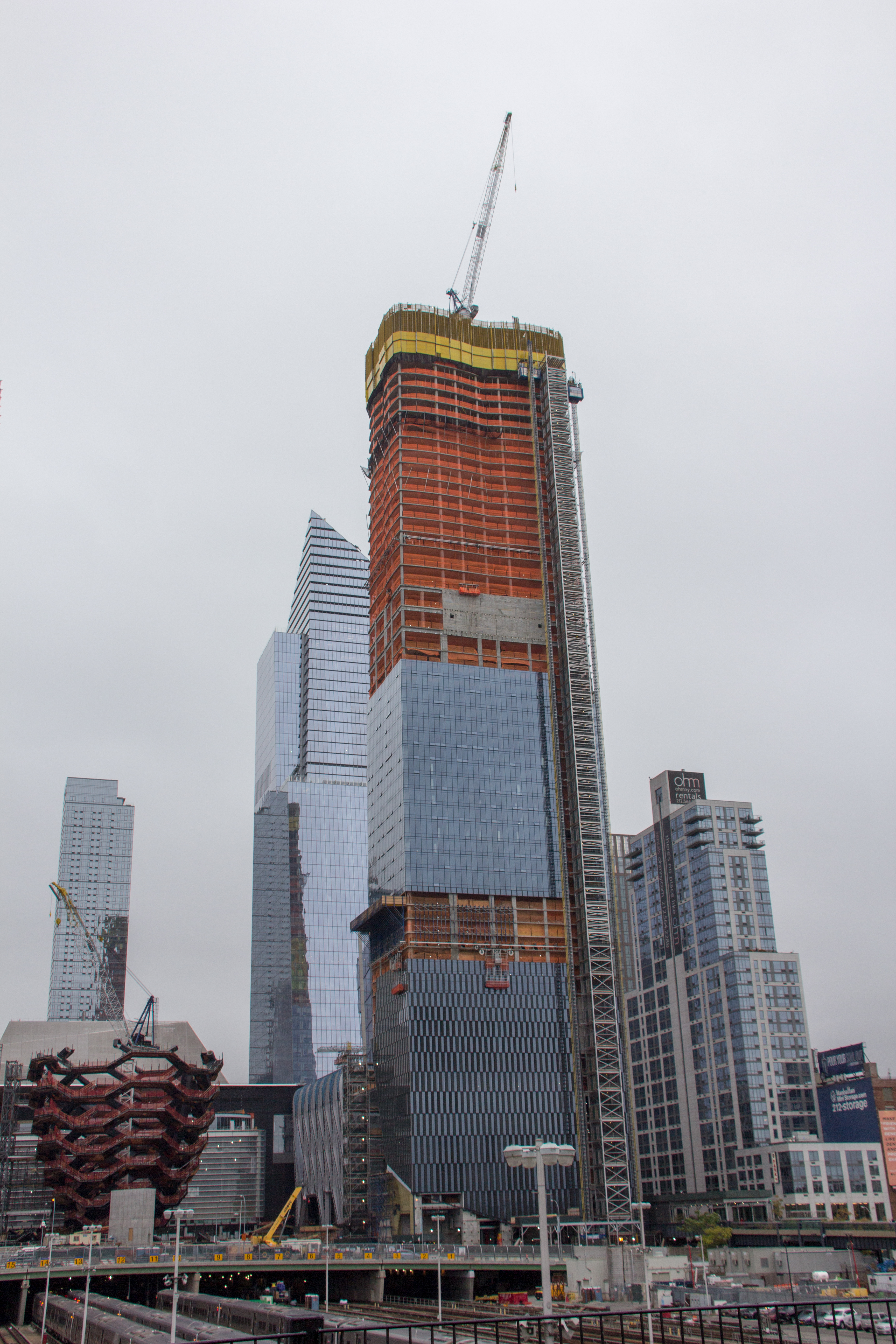
Plac budowy w listopadzie 2017 roku

Budynek został zaprojektowany przez Davida Childsa, pracownika przedsiębiorstwa architektonicznego Skidmore, Owings and Merrill. Przedsiębiorstwo Jaros, Baum & Bolles zajmowało się inżynierią podczas budowy, a firma Langan odpowiadała za inżynierię geotechniczną. Generalnym wykonawcą wieżowca było przedsiębiorstwo Tishman Construction, spółka zależna należąca w całości do firmy Aecom.
Wieżowiec pierwotnie przedstawiany był jako wieża o wysokości 900 stóp (270 m) z cofnięciami na różnych wysokościach. Na początku grudnia 2013 roku został przeprojektowany. Zmiana zwiększyła wysokość wieżowca do około 1000 stóp (300 m). Wnętrze budynku zaprojektowało przedsiębiorstwo Ingrao.
Wieżowiec został zaprojektowany jako budynek mieszkalny i hotel. Składa się z 11 pięter przeznaczonych na przestrzeń hotelową wraz z holem, salą balową i spa. U podstawy wieżowca znajduje się plac, przy którym mieszczą się gabinety lekarskie.
Pierwsze piętro pełni funkcję holu budynku. W holu znajduje się tapiseria Kwiaty autorstwa szwedzkiej artystki Heleny Hernmarck. Sześć pięter budynku powierzchni biurowej zaczyna się od poziomu 8, na którym znajduje się nowa siedziba spółki zależnej, Equinox Fitness. Hotel, znajdujący się w budynku zarządzany także przez Equinox, posiada 212 pokoi (w tym 48 apartamentów) na poziomach od 24 do 38. Na poziomach 3, 6 i 7 znajdują się siłownia i spa o powierzchni 60 000 stóp kwadratowych (5600 m²), obsługiwane także przez firmę Equinox Fitness. Na górnych 36 piętrach znajduje się 135 apartamentów. Udogodnienia w budynku obejmują siłownię, studio jogi, pokój do medytacji, salon i symulator golfa. W sierpniu 2019 roku na 24. piętrze została otwarta restauracja Electric Lemon.

## Galeria

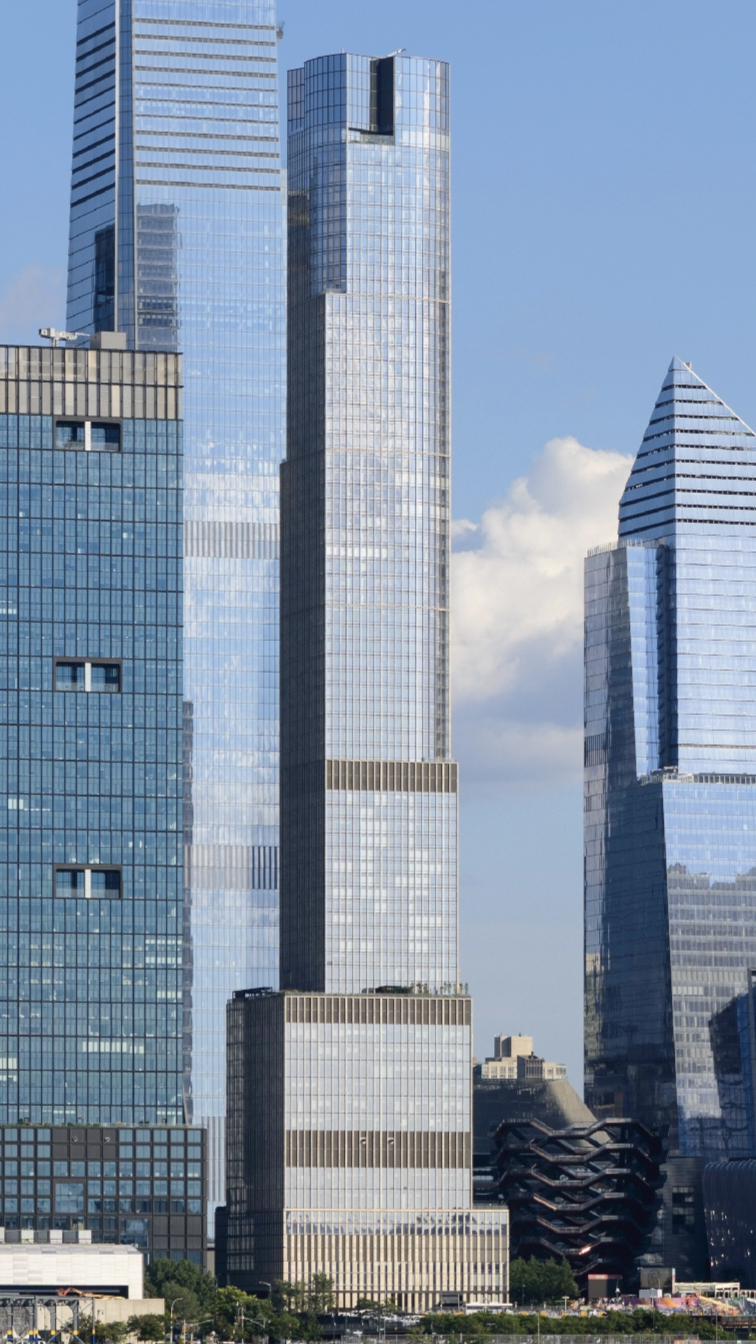
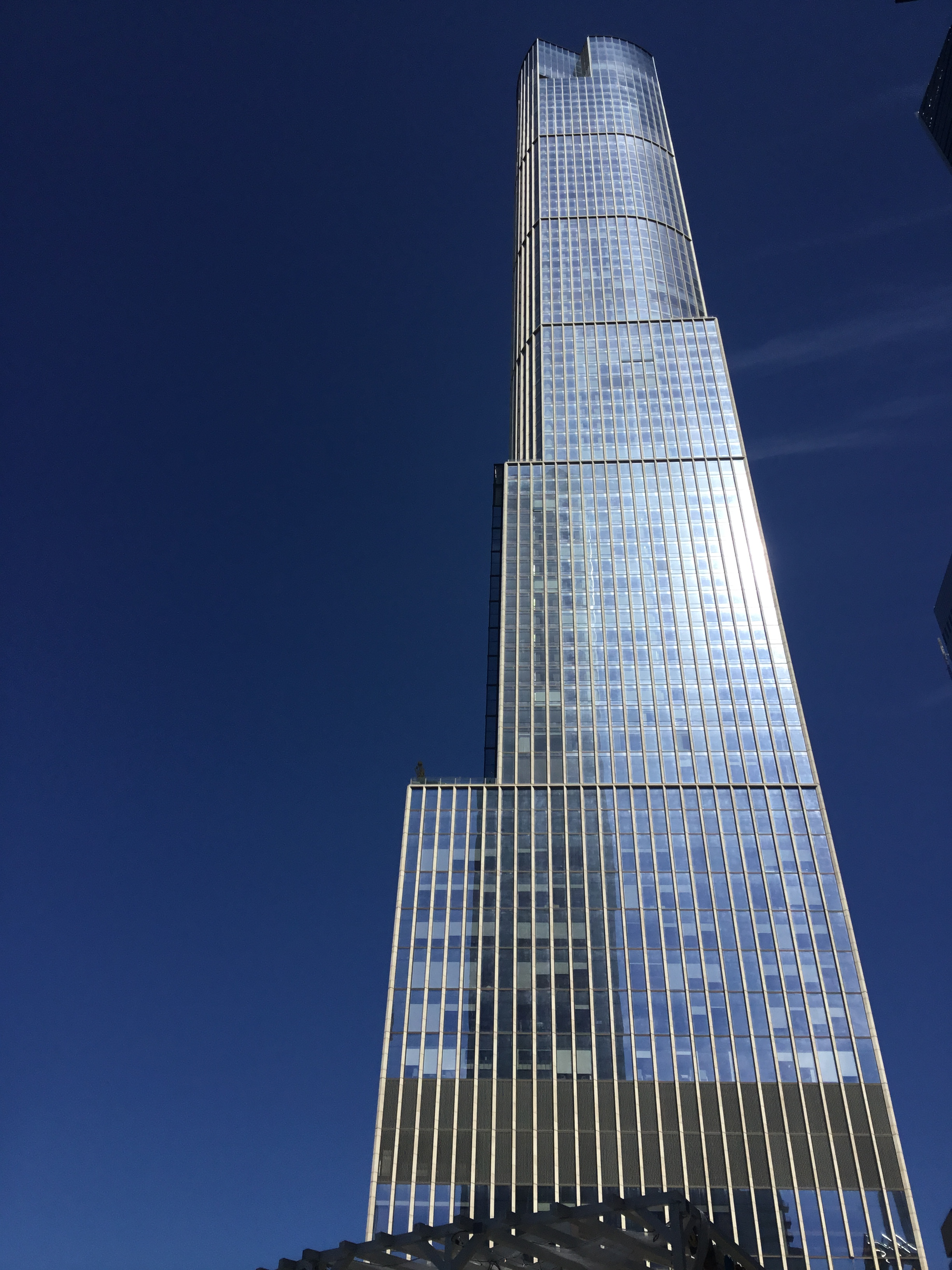
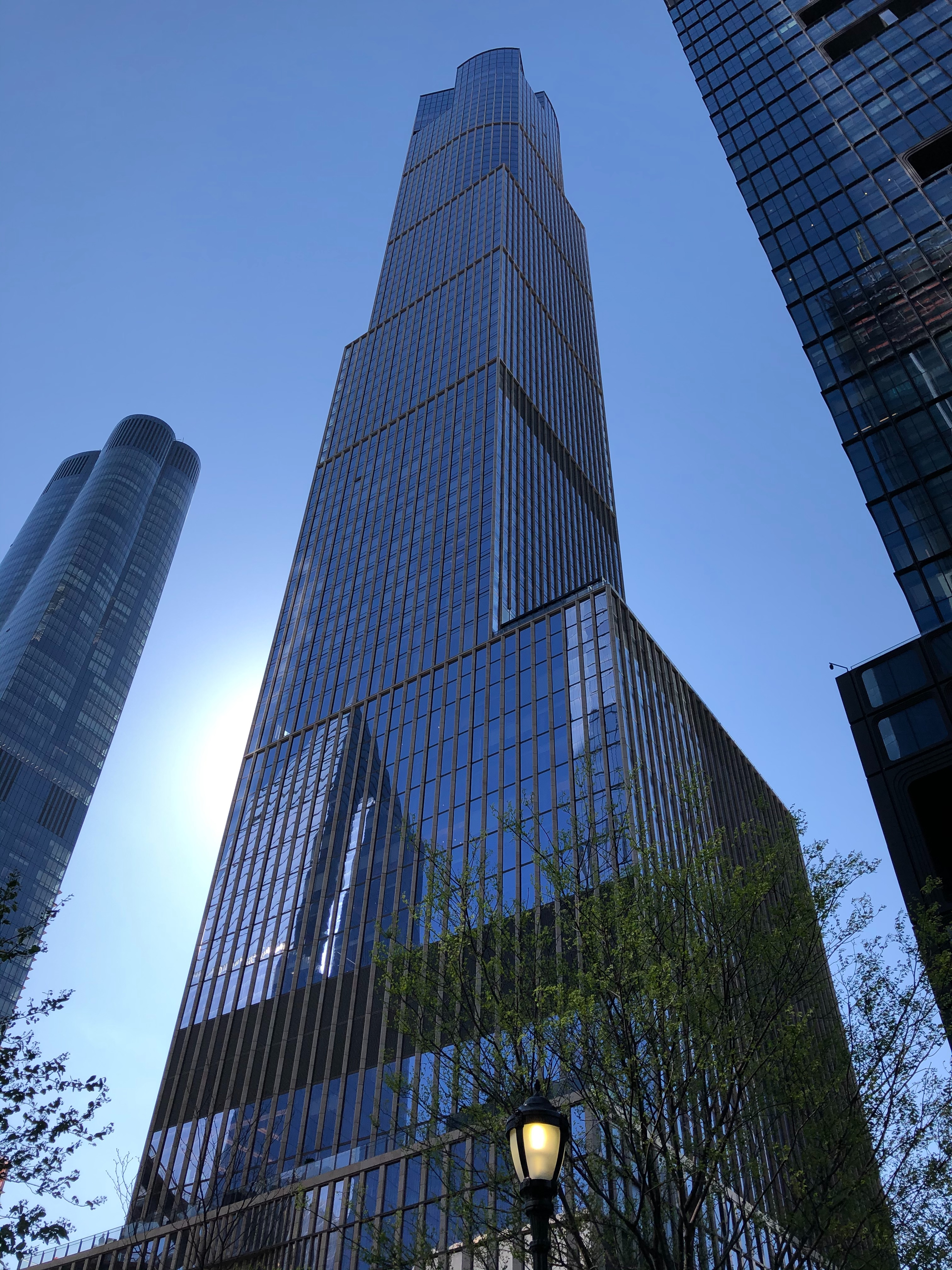